# Erotikus érzelmek

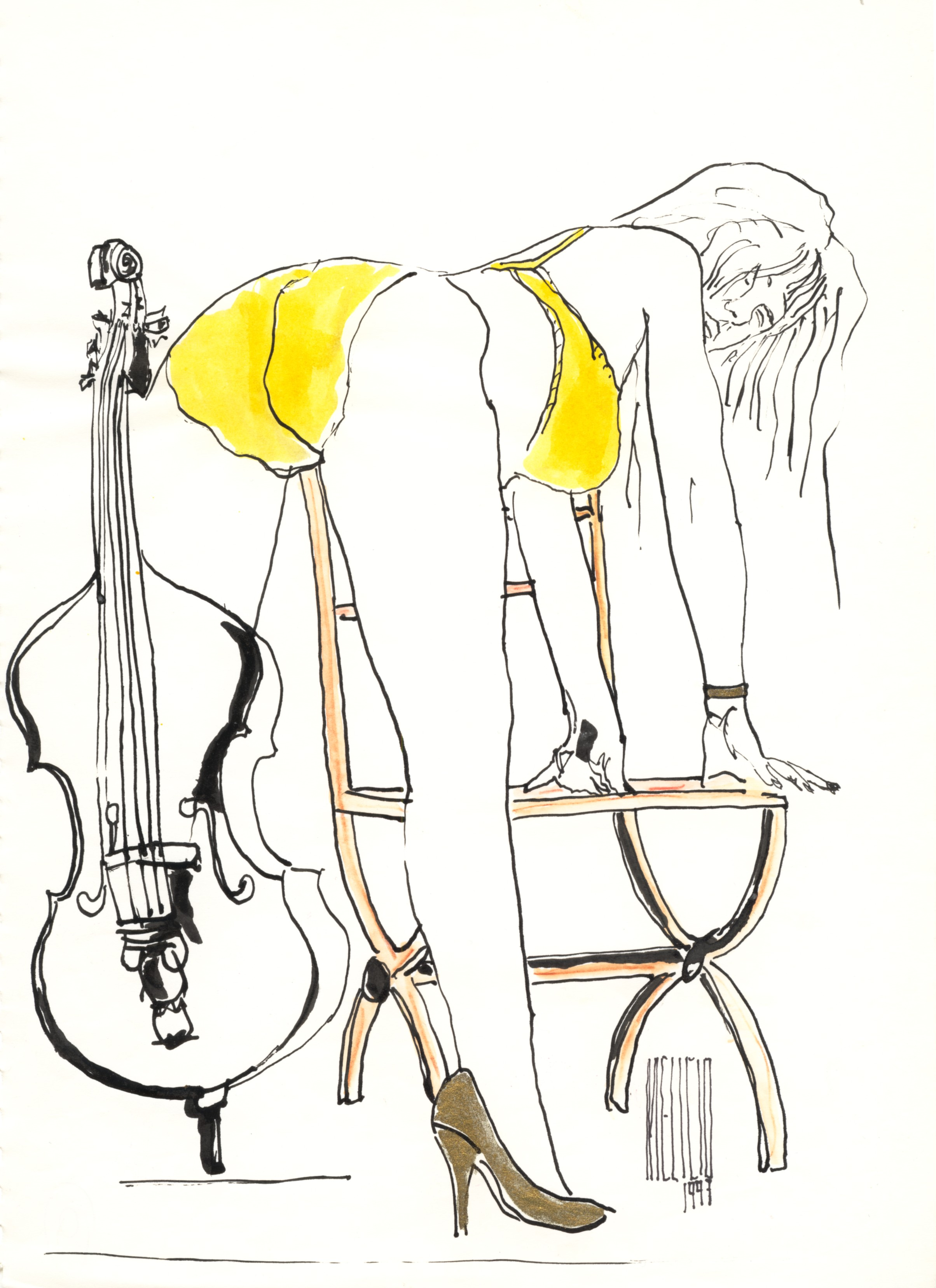

Az Erotikus Érzelmek Jorge Melício angolai származású hiperrealista szobrász festménysorozata.
Az évek során hatalmas kollekcióvá nőtte ki magát a sorozat, mely erotikus témákat ábrázol könnyed rajzokon.
A sorozat időről időre kiállításra kerül világszerte és folyamatosan növekszik.